# 보험계약의 부활
보험계약의 부활이란 계속보험료의 지급해태로 인하여 보험계약이 해지되었으나 아직 해지환급금이 지급되지 아니한 경우에 보험계약자는 일정한 기간 내에 연체보험료에 약정이자를 붙여 보험자에게 지급하고 그 계약의 부활을 청구하는 것을 말한다. 